# ウィンダム郡 (コネチカット州)
ウィンダム郡（Windham County）は、アメリカ合衆国コネチカット州の北東端に位置する郡である。人口は11万5815人（2023年推計）。
郡は、アメリカ合衆国国立公園局に指定されたクィネボーグ及びシェタケット河谷国立遺産回廊に入っている。

## 歴史
ウィンダム郡は、1726年5月12日にコネチカット州議会によって、ハートフォード郡とニューロンドン郡から分離して設立された。
レバノン町の西の区域、
コヴェントリーの北の区域、
マンスフィールドの北の区域とアシュフォード
の南西の区域、アシュフォードの西の区域、
スタッフォードの東の区域、北にマサチューセッツ州
との境界線があり、東にロードアイランド州との境界線がある、
プレストンの北の区域、ノーウィッチの北の区域、
ウィンダム、レバノン、プレインフィールド、カンタベリー、
マンスフィールド、コヴェントリー、ポンフレット、キリングリー、
アシュフォード、ボランタウン、及びモートレイク町を含む地域を、
1つの郡とし、呼称はウィンダム郡とする。
1749年5月、ウッドストック町（旧マサチューセッツ州ウースター郡ニュー・ロックスベリー）は、コネチカット州によって一方的にウィンダム郡へ併合された。1785年、ユニオン町（1734年に併合）が新しく設立されたトランド郡へ移った。次の世紀から、ウィンダム郡の町はいくつかトランド郡やニューロンドン郡へ移っている：1786年コヴェントリーがトランド郡へ、1824年レバノンがニューロンドン郡へ、1827年コロンビアとマンスフィールドがトランド郡へ、1881年ボランタウンがニューロンドン郡へ。最後に境界が変更されたのは1885年4月7日で、このときウィンダムとマンスフィールドとの間の境界線問題が解決された。

## 政治
コネチカット州では、郡単位の政府を1960年に廃止している。政府の業務やサービスは、全て州か自治体によって行われる。
保安官のオフィスは、2000年に憲法を巡る国民投票により廃止された。この機能は現在、全て連邦法執行官が担当している。ウィンダム郡で最後の公式な保安官は、トーマス・W・ホワイトで、コネチカット州の保安官オフィスが廃止された時点で辞任した。

## 交通
ウィンダム郡の主なハイウェイに、州間高速道路395号線がある。この道路は、プレインフィールドのニューロンドン郡との境界からトンプソンのマサチューセッツ州との境界まで、南北方向に走っている。I-395の南部は、コネチカット・ターンパイクの一部である。ターンパイクは、キリングリーの州間高速道路から分岐し、I-395の90番出口からロードアイランド州との境界にある国道6号線まで東西に走る。
主な南北方向に走る道路としては、I-395に平行して走る12号線や、カンタベリーのニューロンドン郡との境界からウッドストックのマサチューセッツ州との境界まで走るシーニックバイウェイの169号線がある。これ以外にも、89号線、198号線、97号線、21号線及び49号線が走る。
主な東西方向に走る道路としては、アシュフォードのトランド郡との境界からパットナムのロードアイランド州との境界まで走る国道44号線、ウィンダムのトランド郡との境界からキリングリーのロードアイランド州との境界まで走る国道6号線がある。これ以外にも、14号線、101号線、171号線、197号線が走る。

## 地理

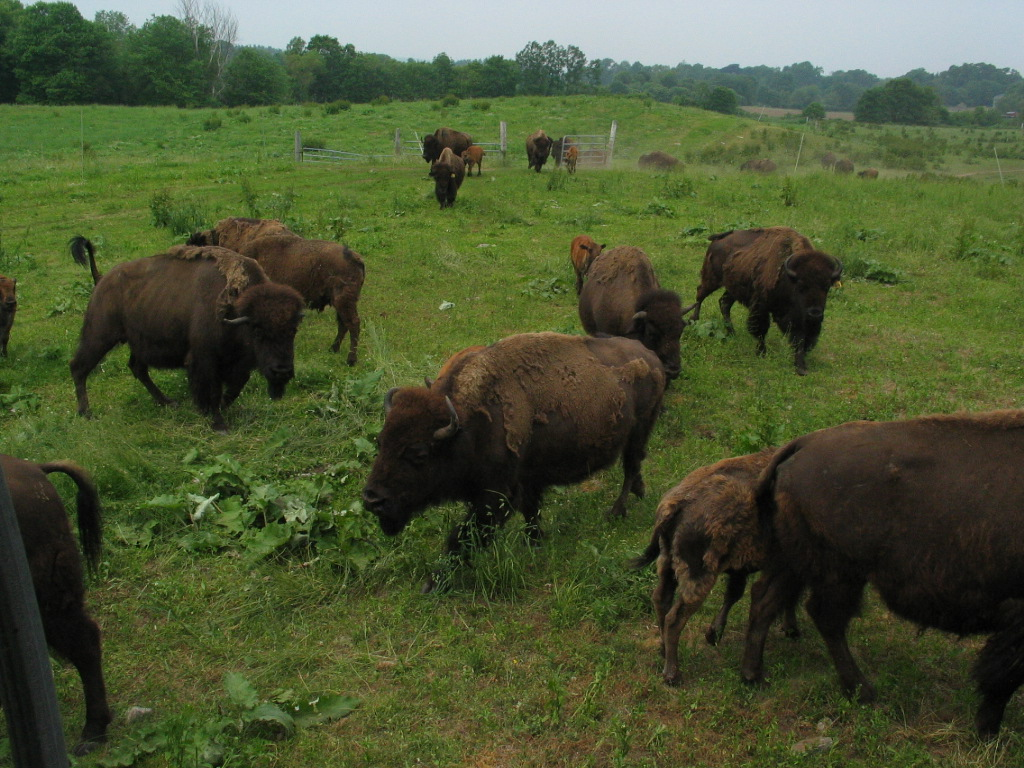
バイソン・ファーム

ウィンダム郡には市が存在しない。自治町村のダニエルソンがある。
以前は市として機能したウィリマンティック（1983年）、パットナム（1984年）が特別行政区として再組織された。
2000年の国勢調査によれば、郡の面積は521.47平方マイル（1,350.6km2）であり、このうち98.33%にあたる512.75平方マイル（1,328.0km2）が陸地、1.67%にあたる8.71平方マイル（22.6km2）が水面積である。

## 法の執行
ほとんどのウィンダム郡の町の法執行機関はコネチカット州警察である。主として、ダニエルソンのD隊がある。これは、ブルックリン、カンターベリー、チャプリン、イーストフォード、ハンプトン、キリングリー、ポンフレット、パットナム（SSDの外部）、スコットランド、スターリング、トンプソン、ウッドストック及びI-395の87番出口からマサチューセッツ州との境界までの間で、利用できる。トランド郡にあるC隊はアシュフォードもカバーしている。また、コルチェスターを本拠とするK隊は、ウィンダムをカバーしている。
郡の3つの自治体（プレインフィールド町、ウィリマンティック自治町村、パットナム特別行政区）だけが、それぞれ独立した警察を持つ。
ウィリアム郡の保安官オフィスは、2000年に廃止され、この業務は連邦法執行官が担当している。
郡のほとんどの町には合法的な保護を行う警察がある。

## 近隣の郡
- ウースター郡 (マサチューセッツ州) - 北。
- プロビデンス郡 (ロードアイランド州) - 東。
- ケント郡 (ロードアイランド州) - 南東。
- ニューロンドン郡 - 南。
- トランド郡 - 西。

## 人口
以下は2000年の国勢調査による人口統計データである。
| 基礎データ - 人口: 109,091人 - 世帯数: 41,142 世帯 - 家族数: 28,223 家族 - 人口密度: 82人/km2（213人/mi2） - 住居数: 43,959軒 - 住居密度: 86軒/km2（33軒/mi2） 人種別人口構成 - 白人: 91.27% - 黒人・アフリカン・アメリカン: 1.87% - ネイティブ・アメリカン: 0.48% - アジア人: 0.83% - 太平洋諸島系: 0.04% - その他の人種: 3.59% - 混血: 1.92% - ヒスパニック・ラテン系: 7.09% 先祖による構成 - フランス系：17.5% - フレンチ・カナディアン：12.1% - アイルランド系：10.5% - イギリス系：9.6% - イタリア系：8.0% - ポーランド系 : 6.8% 言語による構成 - 英語：88.7% - スペイン語：5.9% - イタリア語：2.7% | 年齢別人口構成 - 18歳未満: 25.10% - 18-24歳: 9.60% - 25-44歳: 30.30% - 45-64歳: 22.70% - 65歳以上: 12.30% - 年齢の中央値: 36歳 - 性比（女性100人あたり男性の人口） - 総人口: 97.30 - 18歳以上: 94.00 世帯と家族（対世帯数） - 18歳未満の子供がいる: 33.50% - 結婚・同居している夫婦: 52.30% - 未婚・離婚・死別女性が世帯主: 11.90% - 非家族世帯: 31.40% - 単身世帯: 24.30% - 65歳以上の老人1人暮らし: 9.60% - 平均構成人数 - 世帯: 2.56人 - 家族: 3.04人 収入と家計 - 収入の中央値 - 世帯: 45,115米ドル - 家族: 52,490米ドル - 性別 - 男性: 38,319米ドル - 女性: 26,745米ドル - 人口1人あたり収入: 20,443米ドル - 貧困線以下 - 対人口: 8.50% - 対家族数: 5.70% - 18歳未満: 10.30% - 65歳以上: 7.10% |

## 自治体
- パットナム（町）
  - --パットナム・ディストリクト（英語版）（パットナムの村）- CDP
- ウィンダム（町）
  - --サウス・ウィンダム（ウィンダムの村）
  - --ウィリマンティック（ウィンダムの村）- CDP
- アシュフォード（町）
- ブルックリン（町）
  - --イースト・ブルックリン（ブルックリンの村）
- カンターベリー（町）
- チャプリン（町）
- イーストフォード（町）
- ハンプトン（町）
- キリングリー（町）
  - --ダニエルソン（キリングリーの村）
- プレインフィールド（町）
  - --セントラル・ヴィレッジ（プレインフィールドの村）
  - --ムーサップ（プレインフィールドの村）
  - --プレインフィールド・ヴィレッジ（プレインフィールドの村）
  - --ワウリーガン（プレインフィールドの村）
- ポンフレット（町）
- スコットランド（町）
- スターリング（町）
  - --ワンコ（スターリングの村）
- トンプソン（町）
  - --ノース・グロスバナー・デール（トンプソンの村）
  - --クインバーグ（トンプソンの村）
- ウッドストック（町）
  - --サウス・ウッドストック（ウッドストックの村）

* 自治町村は、1つ以上の町の一部とされ、個別の議会、区域指定委員会、自治町村役員を持つ。村は町の区分とされるが、村の個別の政府は持たない。